# Luckhoff
Luckhoff este un oraș din Africa de Sud.